# TRI.BE
TRI.BE（トライビー、朝: 트라이비）は、2021年にTRエンターテインメントとユニバーサルミュージックグループによって結成された韓国の6人組ガールズグループである。ファンダム名はTRUE（トゥルー、朝: 트루）。

## 概要
グループ名の「TRI.BE」は、“完璧さ”を象徴する「Triangle（=三角形、トライアングル）」の略字「Tri」と、“存在”を意味する「Be」を合わせたもので、“完璧な存在”という意味を持つ。
TRI.BEの編成スタッフは、新沙洞の虎とEXIDのELLYなどのプロデューサー陣を筆頭に、振付師など多くの元EXIDスタッフが活動を支えていた。公式YouTubeにはEXIDのダンスメドレーがアップされており、ソンソンとヒョンビンはバナナカルチャーでEXIDの妹グループとしてデビューする可能性があった。

## 略歴

### デビュー前
ソンソンとヒョンビンの二人は、元バナナカルチャーの練習生であり、バナナカルチャーニューキッドの一員だった。EXIDが抜け、事実上倒産状態だったバナナカルチャーに所属していた2人は、ライオンハートエンターテインメントへ移籍。ケリーは元々ライオンハートエンターテインメントに所属しており、「青春有你2」の元出場者である。

### 2021年
- プロデューサーの新沙洞の虎とユニバーサルミュージックが、2020年12月29日の2021年初頭に新しいガールグループをデビューさせることが明らかになった[6]。2021年1月4日、グループの公式SNSでビデオを公開し、グループのロゴとその名前がTRI.BEであることを明らかにした。その後、グループは2021年2月にデビューすることが確認された[7]。デビュー前に、YouTubeの制作会社Lululalaにてオンラインリアリティショー、「Let's Try! Be」が始まった[8]。
- 2月17日、リードシングル「DOOM DOOM  TA」をリリース、1stシングルアルバム「TRI.BE Da Loca」をリリースし、デビュー[9]。アルバム収録曲の2つは新沙洞の虎とEXIDのELLYによってプロデュースされた[2]。その後、米国のプロモーションをユニバーサルミュージック傘下のリパブリックレコードに委託することが発表された。
- 5月18日、2ndシングルアルバム「CONMIGO」をリリース、タイトル曲「RUB-A-DUM」でカムバック。
- 10月12日、1stミニアルバム「VENI VIDI VICI」をリリース、タイトル曲「WOULD YOU RUN」でカムバック。
- 12月17日、アメリカCNNの子供向きアニメ「僕らベビーベアーズ」の主題歌として、デジタルシングル「The Bha Bha Song」をリリース。日本語verを含む4ヶ国語でのリリースである。

### 2022年
- 5月20日、コカコーラ社グローバルキャンペーンの一環として、コラボ曲「A Kind Of Magic」をリリース。
- 5月31日、ジナが体調不良により活動休止。
- 8月9日、3rdシングルアルバム「LEVIOSA」をリリース、タイトル曲「KISS」でカムバック。ジナを除く6人体制でのカムバックである。

### 2023年
- 2月14日、2ndミニアルバム「W.A.Y」をリリース、タイトル曲「WE ARE YOUNG」でカムバック。
- 5月13日、KCON JAPAN (コンベンション)に出演。これがグループとしての初来日である。
- 5月26日、デジタルシングル「WONDERLAND (English Ver.)」をリリース。
- 6月6日~7月3日、グループとして初となるアメリカツアーを開催。約1ヶ月で17都市を回るツアーである。
- 7月21日、活動休止中のジナの脱退を発表[10]。
- 9月23日、グループとして初となる来日単独公演「TRI.BE 1st FanMeeting in JAPAN」を浅草花劇場にて開催。

### 2024年
- 1月7日、「2024 TRI.BE 1st FAN CONCERT :COME TRUE」を韓国H-STAGEにて開催。
- 2月20日、4thシングルアルバム「Diamond」をリリース、タイトル曲「Diamond」でカムバック。
- 6月1日〜6月9日、ヨーロッパツアーを開催。

## メンバー
※特記を除き、出典は公式プロフィール。
| 名前                    | 本名             | 本名   | 本名            | 本名          | 生年月日               | 国籍                            | ポジション               | 備考                                 |
| 名前                    | 仮名             | 漢字   | ハングル        | ローマ字      | 生年月日               | 国籍                            | ポジション               | 備考                                 |
| ----------------------- | ---------------- | ------ | --------------- | ------------- | ---------------------- | ------------------------------- | ------------------------ | ------------------------------------ |
| ソンソン SONGSUN 송선   | キム・ソンソン   | 金宋善 | 김송선          | Kim Songsun   | 1997年3月22日（28歳）  | 韓国 ソウル特別市西大門区弘済洞 | メインボーカル、リーダー | いとこに少女時代のユリがいる。       |
| ケリー KELLY 켈리       | リン・ウェイシー | 林韋希 | 린웨이시        | Lin Weihsi    | 2002年1月16日（23歳）  | 台湾 高雄市                     | サブボーカル             | 「青春有你」参加者                   |
| ヒョンビン HYUNBIN 현빈 | キム・ヒョンビン | 金賢彬 | 김현빈          | Kim Hyunbin   | 2004年5月26日（20歳）  | 韓国 仁川広域市桂陽区           | メインラッパー           |                                      |
| ジア JIA 지아           | グォ・ジャジャ   | 郭嘉佳 | 궈자자          | Guo Jiajia    | 2005年7月30日（19歳）  | 台湾 新北市                     | サブボーカル             |                                      |
| ソウン SOEUN 소은       | パン・ソウン     | 方素恩 | 방소은          | Bang Soeun    | 2005年12月10日（19歳） | 韓国 仁川広域市中区             | リードラッパー           |                                      |
| ミレ MIRE 미레          | あおやぎ すみれ  | 青柳菫 | 아오야기 스미레 | Aoyagi Sumire | 2006年3月26日（19歳）  | 日本 山梨県                     | メインダンサー           | 「BATTLE LOCKIN'」で優勝経験がある。 |

### 旧メンバー
| 名前            | 本名       | 本名   | 本名     | 本名      | 生年月日               | 国籍              | ポジション                     | 備考 |
| 名前            | 仮名       | 漢字   | ハングル | ローマ字  | 生年月日               | 国籍              | ポジション                     | 備考 |
| --------------- | ---------- | ------ | -------- | --------- | ---------------------- | ----------------- | ------------------------------ | ---- |
| ジナ JINHA 진하 | キム・ジナ | 金珍廈 | 김진하   | Kim Jinha | 2003年11月21日（21歳） | 韓国 京畿道始興市 | リードボーカル、リードダンサー |      |

## ディスコグラフィー

### ミニアルバム
| No. | タイトル                          | 収録曲 | サークル チャート （週間） | 売上枚数 |
| --- | --------------------------------- | --- | -------------------------- | -------- |
| 1st | VENI VIDI VICI （2021年10月12日） | 1. 우주로 (WOULD YOU RUN) 2. LOBO 3. -18 4. GOT YOUR BACK 5. TRUE 6. 둠둠타 (DOOM DOOM TA) 7. RUB-A-DUM (러버덤) | 14                         | 7,885枚  |
| 2nd | W.A.Y （2023年2月14日）           | 1. STAY TOGETHER 2. WE ARE YOUNG 3. WITCH 4. WONDERLAND 5. 우주로(WOULD YOU RUN) (ORIGINAL VER.)                 | 42                         | 19,873枚 |

### シングルアルバム
| No. | タイトル                         | 収録曲                           | サークル チャート （週間） | 売上枚数 |
| --- | -------------------------------- | -------------------------------- | -------------------------- | -------- |
| 1st | TRI.BE Da Loca （2021年2月17日） | 1. Loca 2. 둠둠타 (DOOM DOOM TA) | 62                         | 4,698枚  |
| 2nd | CONMIGO （2021年5月18日）        | 1. RUB-A-DUM (러버덤) 2. LORO    | 25                         | 4,989枚  |
| 3rd | LEVIOSA （2022年8月12日）        | 1. KISS 2. In The Air (777)      | 18                         | 16,014枚 |
| 4th | Diamond （2024年2月20日）        | 1. Diamond 2. Run                | 26                         | 4,381枚  |

### デジタルシングル
| No. | タイトル                                    | 収録曲                                           |
| --- | ------------------------------------------- | ------------------------------------------------ |
| 1st | Santa For You （2021年11月25日）            | 1. Santa For You 2. Santa For You (instrumental) |
| 2nd | WONDERLAND (English Ver.) （2023年5月26日） | 1. WONDERLAND (English Ver.)                     |
| 3rd | The Little Drummer Girls （2023年11月28日） | 1. Papa Noel 2. LORO (feat.ELLY)                 |

### シングル
| No. | タイトル                  | 年     | 最高位 | 収録アルバム   |
| --- | ------------------------- | ------ | ------ | -------------- |
| 1st | 「DOOM DOOM TA」 (둠둠타) | 2021年 | —      | TRI.BE Da Loca |

## フィルムグラフィ

### リアリティ番組
| 年     | 題名          | 通信網                    | ノート                   | Ref.  |
| ------ | ------------- | ------------------------- | ------------------------ | ----- |
| 2021年 | Let's Try! Be | スタジオルルララ、YouTube | デビューリアリティショー | [ 8 ] |

## 受賞歴

### 2022年
- Asia Model Awards - ライジングスター賞[25]

### 2023年
- Hanteo Music Awards - ブルーミングスター賞[26]